# 喜多長雄
喜多 長雄（きた ながお、生没年不詳）は、日本の外交官。

## 生涯
在ホノルル日本帝国総領事館に総領事として1941年から1942年まで勤務。その際、スパイとして送られていた吉川猛夫が真珠湾攻撃のために持ち込んだ攻撃部隊の予定進路の気象状態などの情報を鈴木英少佐に渡す役目を果たしている。この任務のおかげで、鈴木は無事に日本に情報を持ち帰り、真珠湾攻撃は成功している。
その後、1944年から1945年まで在青島日本帝国総領事館で総領事を務めた。